# گودزیلا منهای یک
گودزیلا منهای یک (ゴジラ-1.0 Gojira Mainasu Wan) فیلمی کایجو و حماسی به نویسندگی، کارگردانی و با جلوه‌های بصری از تاکاشی یامازاکی و محصول سال ۲۰۲۳ کشور ژاپن است. این فیلم با همکاری مشترک هنرگاه توهو و ربات تولید شده و به‌وسیلهٔ شرکت توهو عرضه شده است. گودزیلا منهای یک سی و هفتمین فیلم از فرنچایز گودزیلا و سی و سومین فیلم گودزیلایی شرکت توهو محسوب می‌شود. ریونوسوکه کامیکی، می‌نامی هامابه، یوکی یامادا، مونتاکا آئوکی، هیده‌تاکا یوشیئوکا، ساکورا آندو و ساساکی کورانوسوکه بازیگران فیلم هستند. این فیلم در ژاپن پساجنگ جریان دارد و به خلبان سابقِ کامی‌کازه می‌پردازد که پس از رویارویی با هیولایی غول‌پیکر، مشهور به «گودزیلا»، به اختلال اضطراب پس از سانحه مبتلا می‌شود.
یامازاکی پس از تکمیل فیلم نبرد بزرگ ارشمیدس (۲۰۱۹) به ساخت فیلم گودزیلا گماشته شد. او سه سال را صرف نگارش فیلم‌نامه کرد و از گودزیلا (۱۹۵۴)، گودزیلا، ماترا و کینگ گیدورا: حملهٔ همه‌جانبهٔ هیولاهای غول‌پیکر (۲۰۰۱)، بازخیز گودزیلا (۲۰۱۶) و فیلم‌های استیون اسپیلبرگ و هایائو میازاکی تأثیر گرفت. یامازاکی پیش از این گودزیلا را در همیشه: غروب محله سوم ۲ (۲۰۰۷) و سال ۲۰۲۱ در گردشگاه تفریحی در سیبو-ئن شرح داده بود. در فوریه ۲۰۲۲، ربات اعلام کرد که یامازاکی به زودی کارگردانی فیلمی در گونهٔ کایجو را آغاز خواهد کرد. فیلم‌برداری عمدتاً در منطقه کانتو و چوبو از مارس تا ژوئن ۲۰۲۲ انجام شد. استودیوی شیروگومی در چوفو، توکیو هشت ماه را صرف ساخت جلوه‌های بصری فیلم کرد.
گودزیلا منهای یک نخستین بار در ۱۸ اکتبر ۲۰۲۳ در ساختمان شینجوکو توهو به نمایش درآمد و در ۳ نوامبر به مناسبت سالگرد ۷۰ سالگی این فرنچایز، در ژاپن اکران شد. بعدها توهو اینترنشنال این فیلم را در ۱ دسامبر همان سال در آمریکای شمالی عرضه کرد. فیلم با واکنش‌های مطلوبی از سوی منتقدان ژاپنی همراه بود، و بسیاری آن را یکی از بهترین فیلم‌های سال ۲۰۲۳ و یکی از بهترین فیلم‌های گودزیلا برمی‌شمارند. این فیلم حدوداً ۱۱۶ میلیون دلار در سراسر جهان فروش کرد، در حالی که ۱۰–۱۲ میلیون دلار بودجه ساخت آن بوده است و تبدیل به سومین فیلم پرفروش ژاپنی سال ۲۰۲۳ گردید. همچنین جوایز متعددی دریافت کرد و برندهٔ جایزه اسکار بهترین جلوه‌های تصویری شد.

## داستان
در آستانهٔ پایان جنگ جهانی دوم در ۱۹۴۵، خلبان کامی‌کازه یعنی کوئیچی شیکیشیما هواگرد جنگندهٔ میتسوبیشی زیرو خود را در پایگاه ژاپن در جزیره اودو فرود می‌آورد. تعمیرکار اصلی یعنی سوساکو تاچیبانا متوجه می‌شود که شیکیشیما با وانمودِ مسائل فنی از وظیفه خود اجتناب کرده است. در آن شب، گودزیلا، جانور بزرگ دایناسورمانندی، به پادگان حمله می‌کند. شیکیشیما سعی می‌کند از هواپیمای خود به هیولا شلیک کند اما خشکش می‌زند و بی‌هوش می‌شود. تاچیبانا که تنها نجات‌یافتهٔ دیگر این حمله است، شیکیشیما را به‌خاطر قصور انجام وظیفه سرزنش می‌کند.

آزمایش هسته‌ای عملیات تقاطع که در فیلم منجر به جهش گودزیلا می‌شود.

شیکیشیما به خانه برمی گردد و متوجه می‌شود که پدر و مادرش در بمباران توکیو کشته شده‌اند. او که از جان‌به‌دربردن خود احساس گناه دارد، از زنی به نام نوریکو اوشی، که والدینش نیز در بمباران جان باختند، و کودک یتیمی به نام آکیکو، که نوریکو او را نجات داد، پشتیبانی می‌کند و در کشتی مین‌روب که وظیفه دفع مین‌های دریایی وابسته به جنگ جهانی دوم را داشت، مشغول به کار می‌شود. در همین حال، گودزیلا با آزمایش‌های هسته‌ای ایالات متحده در بیکینی آتول، جهش‌یافته و توانمند می‌شوند. این هیوات یواس‌اس ردفیش را غرق می و چند کشتی دیگر در مسیر ژاپن را منهدم می‌کند. به‌سبب تنش‌ها با اتحاد جماهیر شوروی، ایالات متحده جز چند کشتی از رده خارج شدهٔ نیروی دریایی امپراتوری ژاپن که توسط ژنرال داگلاس مک‌آرتور تصویب شده بود، هیچ کمکی نمی‌کند. دولت ژاپن که نگران به وجود آمدن وحشت همگانی است، مردم را در مورد این خطر آگاه نمی‌کند.
در مهٔ ۱۹۴۷، شیکیشیما و خدمهٔ مین‌روبش به جزایر اوگاساوارا سفر می‌کنند و وظیفه دارند تا نزدیک شدن گودزیلا به ژاپن را متوقف کنند. آن‌ها یک مین را در دهان گودزیلا منفجر می‌کنند که باعث آسیب چشم‌گیری می‌شود، اما گودزیلا به‌سرعت بازسازی می‌شود. رزمناو سنگین یعنی تاکائو با گودزیلا درگیر می‌شود، اما هیولا پرتوهای حرارتی خود را رها می‌کند و رزمناو نابود می‌شود. پس از بازگشت به توکیو، شیکیشیما با نوریکو در مورد برخوردهایش با گودزیلا صحبت می‌کند. چند روز بعد، گودزیلا به ژاپن می‌رسد و به گینزا (محل کار نوریکو) حمله می‌کند. نوریکو به سختی از حملهٔ نخست جان سالم به در می‌برد و دوباره با شیکیشیما دیدار می‌کند. گودزیلا که از شلیک تانک غضبناک شده است، بخش اعظمی از منطقه را با پرتوی خود از بین می‌برد و ده‌ها هزار نفر را می‌کشد. نوریکو شیکیشیما را به سمت امن هل می‌دهد، اما در انفجار گرفتار می‌شود و گمان می‌رود مرده است. شیکیشیما که پس از از دست دادن شیکیشیما شوکه شده است، عهد انتقام می‌دهد.
یکی از خدمه مین‌روب، مهندس سابق نیروی دریایی کنجی نودا، که از اقدام ناکافی دولت ناراضی است، نقشه‌ای برای نابودی گودزیلا با کشاندن آن به خلیج ساگامی طراحی می‌کند. در این نقشه فشار آب باعث نابودی گودزیلا می‌شود و اگر طرح شکست بخورد، کیسه‌های هوا در زیر گودزیلا باد می‌شوند تا آن را به عقب برگردانند و از طریق افت فشار منفجره، آن را بکشند. برای اجرای طرح، نودا کهنه‌سربازان نیروی دریایی را به کار می‌گیرد. شیکیشیما از تاچیبانا می‌خواهند که جنگندهٔ از کار افتاده را تعمیر کند. او قصد دارد گودزیلا را در یک حمله انتحاری با پرواز در دهانش و انفجار مواد منفجره در هوا بکشد. او آکیکو را پیش از ظهور مجدد گودزیلا، به همسایه‌اش سومیکو می‌سپارد.
شیکیشیما با فریب گودزیلا، آن را به سمت دو ناوشکن می‌کشاند. گودزیلا از سقوط اولیه جان سالم به در می‌برد و سپس پیش از اینکه مجبور به عقب‌نشینی شود، آزاد می‌شود و آسیب‌های جدی از باروتروما ناشی از کاهش ناگهانی فشار را متحمل می‌شود. کشتی‌ها با کمک ناوگانی از یدک‌کش‌ها گودزیلا را به سطح زمین می‌کشند. گودزیلای خشمگین آماده می‌شود تا با پرتو حرارتی خود همه را از بین ببرد، اما شیکیشیما با هواپیما به سمت دهان گودزیلا برخورد می‌کند و سرش را از بین می‌برد و باعث می‌شود که انرژی اشعه حرارتی بدنش را پاره کند. خدمه خوشحال می‌شود و همان زمان شیکیشیما پیش از انفجار با چتر نجات از جنگنده خارج می‌شود، زیرا به یاد می‌آورد که تاچیبانا صندلی‌پران نصب‌شده درون جنگنده را به او نشان داده و از او درخواست کرد که از گناه خود بیخیال شود و به زندگی ادامه دهد.
بلافاصله پس از بازگشت به خانه، سومیکو به شیکیشیما تلگرافی می‌دهد و او را به بیمارستانی هدایت می‌کند. شیکیشیما در بیمارستان دوباره با نوریکو که از نابودی شهر جان سالم به در برده بود، دیدار می‌کند، اما کبودی سیاهی روی گردن نوریکو می‌خزد. در همین حال، همان‌طور که گودزیلا در اقیانوس غرق می‌شود، تکه‌ای از گوشتش شروع به بازسازی می‌کند.

## بازیگران
- ریونوسوکه کامیکی در نقش کویچی شیکیشیما، خلبان سابق کامی‌کازه[۶]
- می‌نامی هامابه در نقش نوریکو اوشی، دوست دختر شیکیشیما
- یوکی یامادا در نقش شیرو میزوشیما، خدمه‌ای جوان در کشتی «شین‌سی مارو»
- مونتاکا آئوکی در نقش سوساکو تاچیبانا، تکنسین سابق سرویس هوایی نیروی دریایی
- هیده‌تاکا یوشیئوکا در نقش کنجی نودا، مهندس سابق تسلیحات نیروی دریایی
- ساکورا آندو در نقش سومیکو اوتا، همسایه شیکیشیما
- ساساکی کورانوسوکه در نقش یوجی آکیتسو، کاپیتان «شین‌سی مارو»
- سائه ناگاتانی در نقش آکیکو، اوشی و دختر خوانده شیکیشیما
- میو تاناکا در نقش تاتسو هوتا، کاپیتان ناوشکن یوکیکازه
- یایو اندو در نقش تاداماسا سایتو

## بازخورد
گودزیلا منهای یک نقدهای متفاوتی از منتقدان ژاپنی گرفت. مارک شیلینگ، منتقد و روزنامه‌نگار ساکن در توکیو، نوشت که منتقدان ژاپنی به‌طور معمول فیلم‌های نویسنده و کارگردان تاکاشی یامازاکی را مورد نکوهش قرار می‌دهند، تا حدی به این دلیل که «بیشتر آن‌ها متمایل به چپ هستند» و از نظرشان تعدادی از فیلم‌های او، به‌ویژه درام جنگی خلبان ابدی (۲۰۱۳)، «ملی‌گرایانه اگر نگوییم تماماً وطن‌پرستانهٔ افراطی» هستند. شیلینگ همچنین اشاره کرد که اینوهیکو یوموتا، منتقد و مورخ، از گودزیلا منهای یک انتقاد کرد و آن را «خطرناک» نامیده است.
با این حال، فیلم تحسین گستردهٔ منتقدان خارج از کشور را به دست آورد. هالیوود ریپورتر گزارش داد که منتقدان آمریکایی به‌طور هماهنگ، جلوه‌های بصری کم‌هزینه، درام انسانی احساس‌برانگیز و استفاده از استعاره کایجو برای تفسیر اجتماعی را ستایش کردند و بسیاری آن را به تولیدات اخیر هالیوود ترجیح دادند. در وبگاه جمع‌آوری نقد راتن تومیتوز، ٪۹۸ از ۱۷۹ بررسی منتقدان مثبت است، و میانگینِ امتیاز آن ۸٫۴/۱۰ است. اجماع این وبگاه چنین می‌نویسد: «گودزیلا منهای یک با داستان‌های انسانی دلنشین که اکشن را تحکیم می‌کند، یکی از فیلم‌های کایجو است که میان صحنه‌های کشتار جمعی واقعاً قانع‌کننده باقی می‌ماند.» این فیلم در متاکریتیک که از میانگین وزنی استفاده می‌کند، بر اساس نظر ۳۵ منتقدین امتیاز ۸۱ از ۱۰۰ را کسب کرده که نشان‌گر «تحسین همگانی» است. تماشاگران آمریکایی در نظرسنجی سینماسکور به فیلم میانگین نمره "A" از A+ تا F دادند. نظرسنجی‌های پست‌ترک به آن نمره کلی ۹۲٪ مثبت دادند و ۸۳٪ گفتند که قطعاً فیلم را توصیه می‌کنند.

## دنباله احتمالی

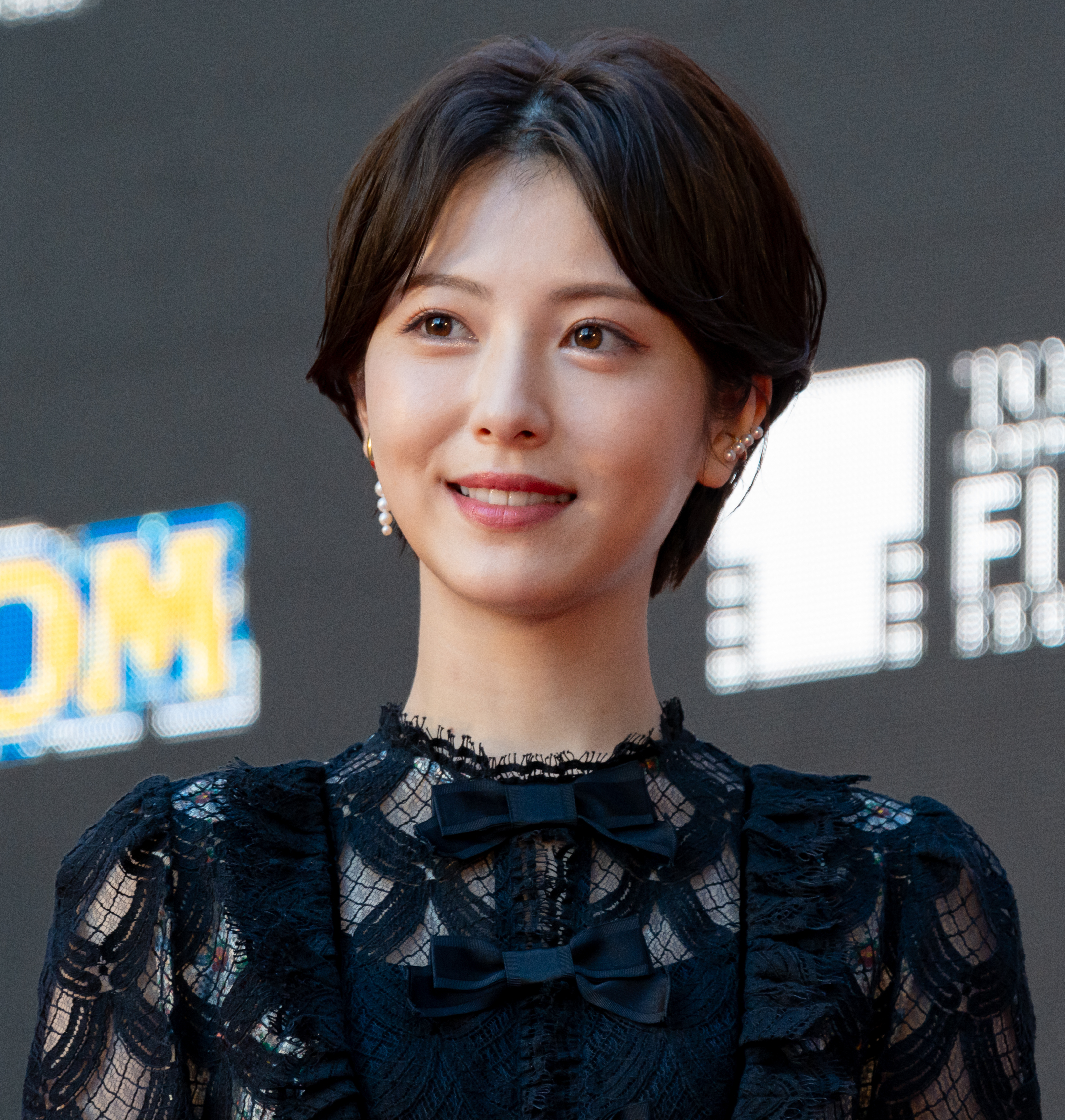
هامابه مینابی از فیلم «گودزیلا منهای یک» در فرش قرمز جشنواره بین‌المللی فیلم توکیو ۲۰۲۳.

پس از اکران فیلم، یامازاکی تأیید کرد که هیچ بحثی برای ساخت دنباله مطرح نشده است، اما به کارگردانی دنباله علاقه نشان داد. او توضیح داد اگر قرار است دومین فیلم گودزیلا را بسازد، دنباله‌ای مستقیم را ترجیح می‌دهد که شاهد «ادامه داستان آن آدم‌ها» و چگونگی پیش رفتن زندگی آن‌ها پس از رخدادهای گودزیلا منهای یک باشد. در موارد دیگر، یامازاکی همچنین اشاره کرده که یک کایجوی دشمن برای مبارزه با گودزیلا می‌تواند در فیلم بعدی حضور باشد. او تلویحاً اشاره کرد که دنباله، مصیبتی را که گودزیلا در ژاپن به جا گذاشته است، مورد بررسی قرار می‌دهد، هماننده آنچه که در شاهزاده مونونوکه (۱۹۹۷) بود. می‌نامی هامابه (بازیگر نقش نوریکو) با اشاره به اینکه این فیلم ممکن است آغازگر مجموعهٔ جدیدی باشد، خاطرنشان کرد: «اگر سری بعدی وجود داشته باشد، ممکن است من قدم بگذارم و مردم را له کنم.»
امکان ساخت دنباله تا حد زیادی در یک مراسم وابسته به فیلم که در ۱۲ ژانویه ۲۰۲۴ در توکیو برگزار شد و چندین بازیگر در آن حضور داشتند، مورد بحث قرار گرفت. یامازاکی آن زمان در ایالات متحده بود و از راه دور در مراسم حضور داشت. . یامازاکی اعلام کرد که قصد داشت شخصیت‌های فیلم یک بار دیگر برای دنباله به فضای دریا بازگردند. یوکی یامادا ایده استفاده از شخصیت نوریکو را به‌عنوان راهنمای مکان‌یابی گودزیلا مطرح کرد، زیرا طبق تفسیر او، نوریکو «سلول‌های» هیولا را در اختیار دارد. در موقعیتی دیگر، ساکورا آندو به دیلی اکسپرس گفت او می‌خواهد شخصیتش در ادامه فیلم با گودزیلا روبرو شود.
یامازاکی طی پرسش و پاسخی در فوریه ۲۰۲۴ اعلام کرد که توسعه فیلم خود را آغاز کرده است، اما اعلام کرد که فیلمش دنباله‌ای بر گودزیلا منهای یک نیست. تهیه‌کننده می‌نامی ایچیکاوا بر این باور بود که شرکت توهو برای تولید فیلم لایواکشن بعدی گودزیلا وقت صرف می‌کند، زیرا می‌خواهند «ایده‌های عالی، فیلمنامه عالی، کارگردان با استعداد و بازیگران مناسب روی آن کار کنند» زیرا «گودزیلا شایسته داشتن آن سطح از قصدمندی است».